# Lene Nielsen
Lene Nielsen (født 31. august 1986) er en dansk curlingspiller. Hun repræsenterede Danmark ved både OL i 2006 og i 2014.